# Grapa (Góry Kaczawskie)
Grapa (627 m n.p.m.) – szczyt w Południowym Grzbiecie Gór Kaczawskich, pomiędzy masywem Chrośnickich Kop, od których oddziela go Przełęcz Chrośnicka, a Przełęczą Widok. Zbudowany z zieleńców, diabazów i łupków zieleńcowych. W większości porośnięty lasem świerkowym.